# ريتا كوتي كيس
ريتا كوتي كيس (بالمجرية: Kuti Kis Rita)‏ مواليد 13 فبراير 1978 في المجر، هي لاعبة كرة مضرب مجرية سابقة بدأت مسيرتها كمحترفة سنة 1991 وكانت تلعب باليد اليسرى، اعتزلت اللعب في 2006. أعلى تصنيف لها في الفردي كان المركز الـ 47 في سنة 2000. أعلى تصنيف لها في الزوجي كان المركز الـ 113 في سنة 2000. سبق أن شاركت في دورة الألعاب الأولمبية الصيفية.

## روابط خارجية
- ريتا كوتي كيس على موقع رابطة محترفات التنس (الإنجليزية)
- ريتا كوتي كيس على موقع الاتحاد الدولي لكرة المضرب (الإنجليزية)
- ريتا كوتي كيس على موقع كأس بيلي جين كينغ (الإنجليزية)
- ريتا كوتي كيس على موقع خلاصة التنس.كوم (الإنجليزية)
- ريتا كوتي كيس على موقع أوليمبيديا (الإنجليزية)